# Scyllarus aureus
Scyllarus aureus är en kräftdjursart som beskrevs av Lipke Bijdeley Holthuis 1963. Scyllarus aureus ingår i släktet Scyllarus och familjen Scyllaridae. Inga underarter finns listade i Catalogue of Life.